# Quaranta Zecchini d'Oro
Quaranta Zecchini d'Oro era il primo evento musicale in onda su Rai 1 per festeggiare le 40 edizioni dello Zecchino d'Oro. Lo speciale è andato in onda in prima serata domenica 9 novembre, ed è stato presentato da Giancarlo Magalli, Cino Tortorella e Anna Falchi con la partecipazione di Topo Gigio. L'evento, voleva premiare la canzone più bella delle 40 edizioni precedenti.
Ad ex aequo vincono Quarantaquattro gatti interpretata da Gigliola Cinquetti e Popoff interpretata dal tenore Pietro Ballo. Cristina D'Avena si classifica seconda, mentre Mauro Serio con Scuola Rap, terzo. Le varie esibizioni sono state accompagnate dal Piccolo Coro Mariele Ventre dell'Antoniano diretto da Sabrina Simoni, da le Verdi Note dell'Antoniano dirette in quel periodo dal maestro Paolo Zavallone e dall'Orchestra diretta dallo stesso Zavallone. Inoltre le canzoni sono state rappresentate con delle maschere che rappresentavano le varie canzoni in gara, che hanno sfilato nei giorni seguenti a Bologna, proprio per celebrare le 40 edizioni dello Zecchino d'Oro.
Ospiti della serata Arturo Brachetti, il primo ballerino dell'Opera di Roma Mario Marozzi e Corinne Bonuglia.

## I Cantanti in gara
- Volevo un gatto nero - (Franco Maresca, Armando Soricillo/Mario Pagano) 11º Zecchino d'Oro - Manuela Villa - Piccolo Coro
- Il valzer del moscerino - (Laura Zanin/Adriano Della Giustina) 10º Zecchino d'Oro - Cristina D'Avena - Piccolo Coro
- Lettera a Pinocchio - (Mario Panzeri) 1º Zecchino d'Oro - Fiamma Izzo - Verdi Note
- Popoff - (Anna Benassi/Paolo Gualdi, Mario Pagano) 9º Zecchino d'Oro - Pietro Ballo - Voci Maschili de Le Verdi Note
- Scuola Rap - (Maria Cristina Misciano/Umberto Napolitano, Antonio Summa) 37º Zecchino d'Oro - Mauro Serio - Piccolo Coro
- Il coccodrillo come fa? - (Oscar Avogadro/Pino Massara) 36º Zecchino d'Oro - Gianfranco d'Angelo - Piccolo Coro
- Quarantaquattro gatti - (Giuseppe Casarini) 10º Zecchino d'Oro - Gigliola Cinquetti - Piccolo Coro e Verdi Note
- Il pulcino ballerino - (Franco Maresca/Mario Pagano) 6º Zecchino d'Oro - Heather Parisi - Voci Maschili dei Ballerini.
- Il batterista (Rossella Conz, Maria Cristina Misciano/Pino Massara) - 38º Zecchino d'Oro - Tullio De Piscopo e Leandro Bartorelli, figlio di Manuela Blanchard, alla batteria - Piccolo Coro

## La giuria
Per votare le varie esibizioni dei partecipanti ci furono tre giurie composte da 100 persone (50 bambini e 50 adulti) dislocate nelle sedi Rai di Palermo e Roma, la terza presente in studio e composta da 50 bambini, che hanno partecipato alle varie edizioni dello Zecchino d'Oro. In collegamento da Palermo abbiamo avuto Alessandra Bellini, invece a Roma Giorgio Comaschi. Questo è il primo evento dove ci sono vari cantanti: Heather Parisi, Gigliola Cinquetti, Cristina D'Avena e Tullio De Piscopo. La stessa cosa è successa anche nel Gran galà dello Zecchino d'Oro (dove sono stati presenti invece Pupo, Orietta Berti, Aleandro Baldi, Angelo Branduardi, Enrico Ruggeri, Franco Fasano e Bobby Solo) e in 60 Zecchini (dove hanno preso parte Marco Masini, Patty Pravo, Chiara Galiazzo, Arisa e Anna Tatangelo).

## Ascolti[1]
| Data                | Ascolti   |
| ------------------- | --------- |
| Domenica 9 novembre | 6.437.000 |